# Stone Sour
Stone Sour är ett hårdrocksband från Des Moines, Iowa i USA. Bandet grundades 1992 av Corey Taylor, mest känd som sångare i Slipknot. Det självbetitlade debutalbumet släpptes 2002 och House of Gold and Bones Part 1, gavs ut 2012.

## Karriär
Stone Sour är ett amerikanskt band bildat av sångaren Corey Taylor och trummisen Joel Ekman i mitten av  1990-talet. Bandet kallades på den tiden Sour South och bestod utöver grundarna av Shawn Economaki, bas. Bandet hann spela in tre demos innan Taylor och den nytillkomna gitarristen James Root valde att gå med i Slipknot istället. Detta medförde att Stone Sour lades ner. Runt år 2000 nystartades bandet av Taylor och Root med ytterligare en gitarrist, Josh Rand. De kontaktade även de övriga medlemmarna och startade upp bandet på nytt. De spelade in ett album, Click Here To Exit, under namnet SuperEgo men skivan släpptes aldrig. Bandet bestämde sig slutligen för namnet Stone Sour, efter namnet på en drink bestående av whiskey och apelsinjuice. 2002 släpptes det självbetitlade debutalbumet där soundtracket till Spider-Man fanns med. Låten heter Bother och var en bidragande orsak till att albumet sålde guld. Stone Sour turnerade tillsammans i sex månader. De gjorde sedan ett avbrott där Taylor och Root spelade med Slipknot för att spela in ett album och turnera. 
I januari 2006 började inspelningen av Stone Sours nästa album. Under inspelningen lämnade Ekman dramatiskt projektet eftersom hans son hade en hjärntumör som ledde till hans död i maj 2006. Roy Maroga blev hans ersättare. I augusti 2006 släpptes Stone Sours andra album, "Come What(ever) May". Singeln Through Glass nådde förstaplaceringen på US Mainstream Rock och både Bother och Sillyworld har nått andraplatsen. 
Stone Sours tredje album, Audio Secrecy, gavs ut i augusti 2010. Första singeln, som även släppts en musikvideo till, var Say You'll Haunt Me.

## Medlemmar
Nuvarande medlemmar
- Corey Taylor – sång, sologitarr (1992–1997, 2000– )
- Josh Rand – gitarr (1992–1993, 2000– ), basgitarr (2000–2001)
- Roy Mayorga – trummor (2006– )
- Johny Chow – basgitarr (2012– )
- Christian Martucci – gitarr (2014– )

Tidigare medlemmar
- Joel Ekman – trummor (1992–1997, 2000–2006)
- Shawn Economaki – basgitarr (1994–1997, 2001–2011), gitarr (1993)
- James Root – gitarr (1995–1997, 2000–2014)

Bildgalleri

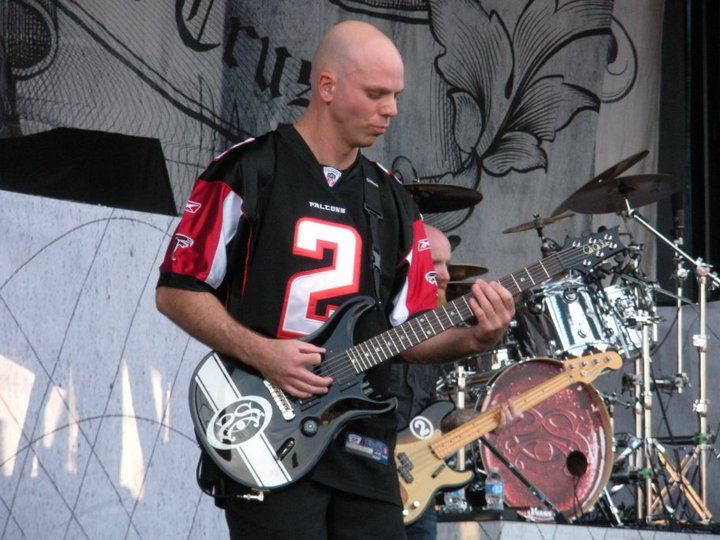
Josh Rand 2001.
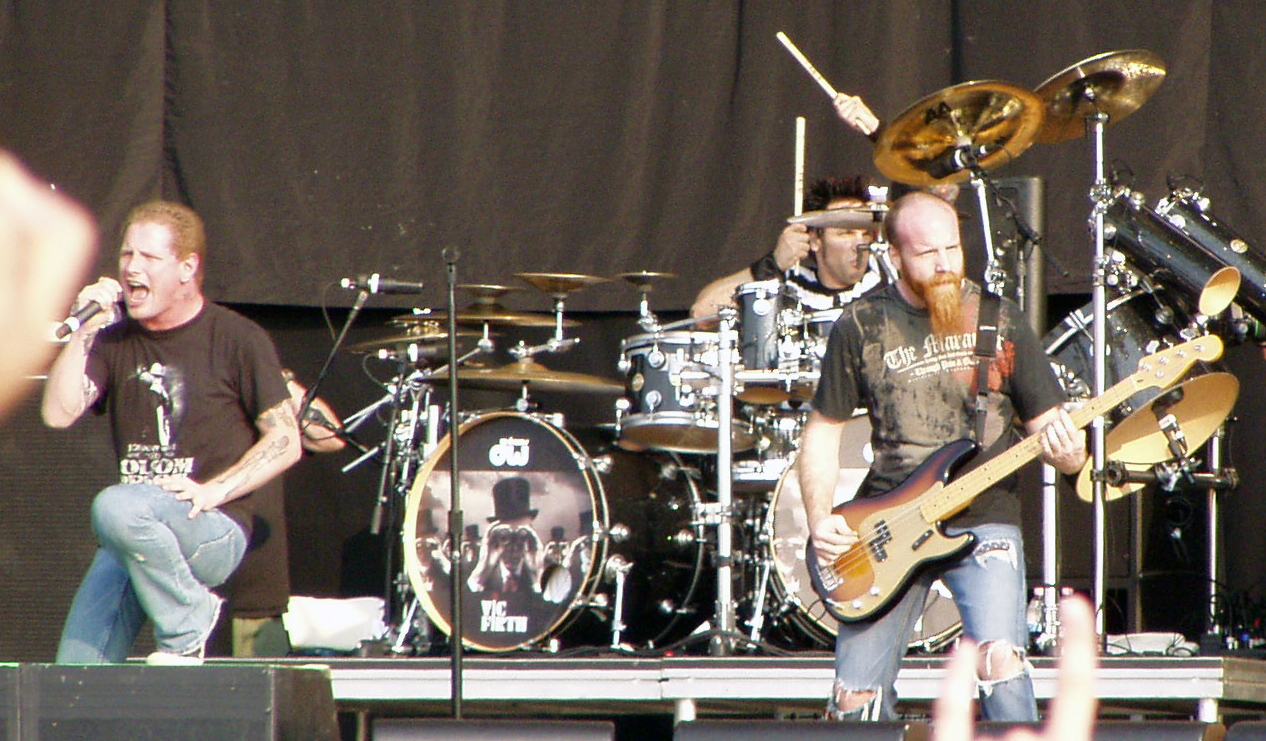
Stone Sour 2007. (Från vänster: Corey Taylor, Roy Mayorga och Shawn Economaki.)
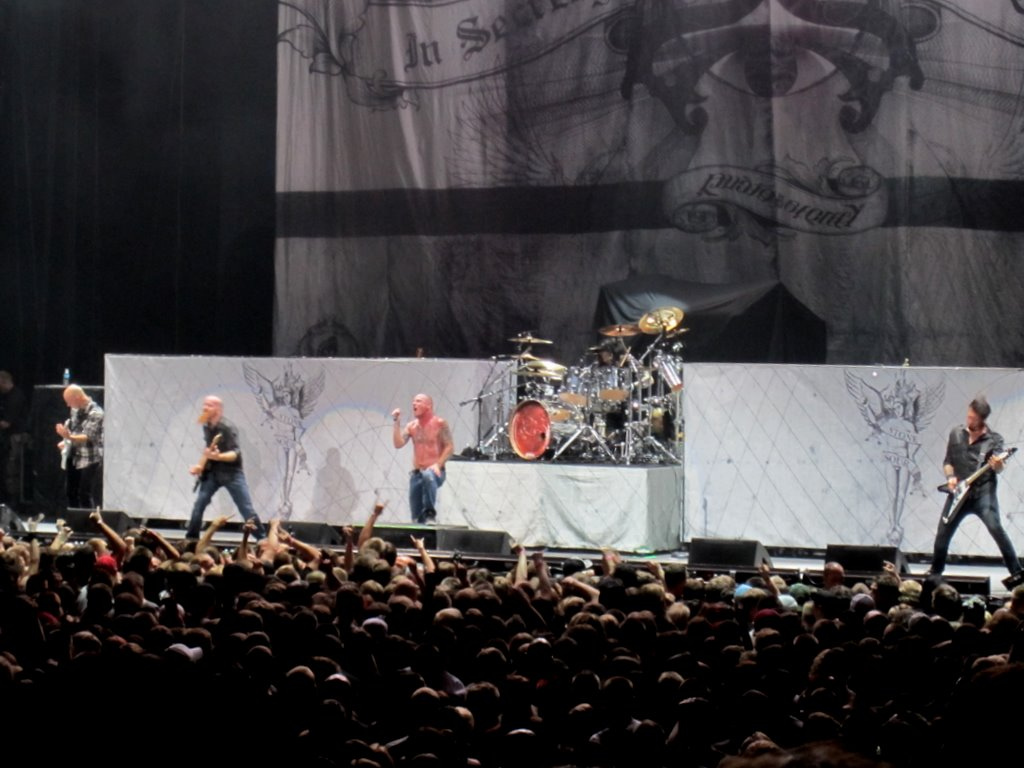
Stone Sour 2010.
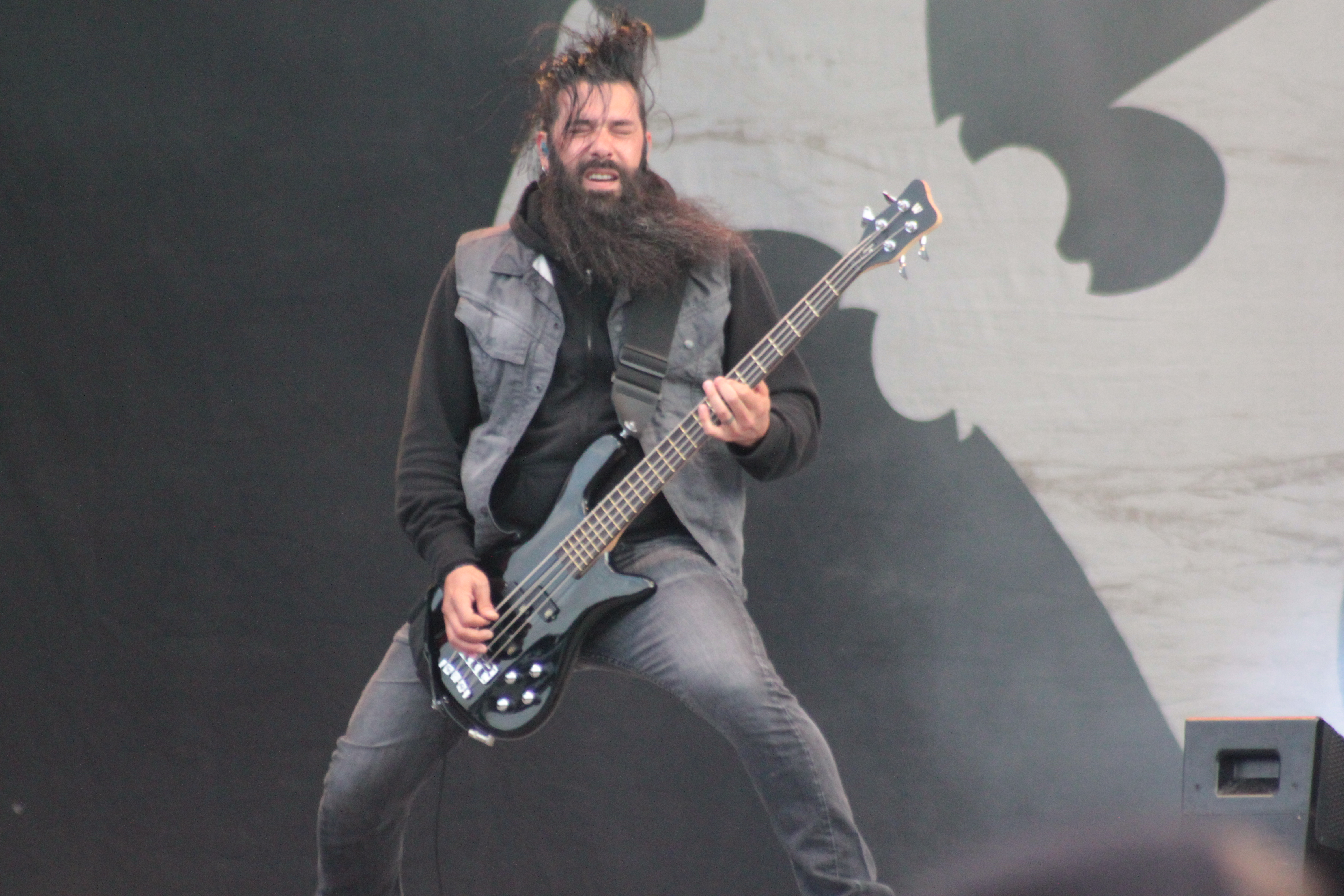
Johny Chow spelar med Stone Sour 2013.

## Diskografi

### Album
- 2002 – Stone Sour
- 2006 – Come What(ever) May
- 2010 – Audio Secrecy
- 2012 – House of Gold and Bones Part 1
- 2013 – House of Gold and Bones Part 2
- 2017 - Hydrograd

### EP
- 2015 – Meanwhile in Burbank... (2015)
- 2015 – Straight Out of Burbank (2015)
- 2015 – No Sleep 'Till Burbank (2016)

### Singlar
- 2002 – "Get Inside"
- 2002 – "Bother"
- 2003 – "Inhale"
- 2006 – "Through Glass"
- 2006 – "30/30-150"
- 2007 – "Sillyworld"
- 2010 – "Mission Statement"
- 2010 – "Say You'll Haunt Me"
- 2011 – "The Pessimist"
- 2012 – "Gone Sovereign / Absolute Zero"
- 2013 – "Do Me a Favor"
- 2017 - "Fabuless'"
- 2017 - "Song #3"
- 2017 - "Taipei Person/Allah Tea"
- 2017 - "Mercy"

## Album/Singlar
| Skivsläpp        | Titel                                    | Skivbolag          | US Billboard Peak | US sales      | UK Albums Peak |
| 1992             | 1992 Demo                                | Ingen              | N/A               | N/A           | N/A            |
| 1994             | 1994 Demo                                | Ingen              | N/A               | N/A           | N/A            |
| 1996             | 1996 Demo                                | Ingen              | N/A               | N/A           | N/A            |
| 2000             | 2000 Demo (som ProjectX)                 | Ingen              | N/A               | N/A           | N/A            |
| 2000             | Click Here to Exit (som SuperEgo)        | Ingen              | Aldrig släppt     | Aldrig släppt | Aldrig släppt  |
| 27 augusti, 2002 | Stone Sour                               | Roadrunner Records | 46                | Guld          | 41             |
| 1 augusti, 2006  | Come What(ever) May                      | Roadrunner Records | 4                 | Guld          | 27             |
| 2007             | Stone Sour/Come What(ever) May: Acoustic | Roadrunner Records |                   |               |                |
| 2010             | Audio Secrecy                            | Roadrunner Records |                   |               |                |

| År   | Titel                 | Listranking | Listranking    | Listranking        | Listranking      | Album               |
| År   | Titel                 | US Hot 100  | US Modern Rock | US Mainstream Rock | UK Singles Chart | Album               |
| ---- | --------------------- | ----------- | -------------- | ------------------ | ---------------- | ------------------- |
| 2002 | "Get Inside"          | -           | -              | -                  | -                | Stone Sour          |
| 2002 | "Bother"              | #56         | #4             | #2                 | #28              | Stone Sour          |
| 2003 | "Inhale"              | -           | #17            | #18                | #63              | Stone Sour          |
| 2006 | "30/30-150"           | -           | -              | -                  | -                | Come What(ever) May |
| 2006 | "Through Glass"       | #39         | #2             | #1 (7 veckor)      | #98              | Come What(ever) May |
| 2007 | "Sillyworld"          | -           | #21            | #2                 | -                | Come What(ever) May |
| 2007 | "Made of Scars"       | -           | -              | -                  | -                | Come What(ever) May |
| 2010 | "Say You'll Haunt Me" | -           | -              | -                  | -                | Audio Secrecy       |